# زلزال سان خوان 1894
زلزال سان خوان 1894 هو زلزالٌ وقعَ في سان خوان في الولايات المتحدة بتاريخ 27 أكتوبر 1894.